# Michael Ashby
Pour les articles homonymes, voir Ashby.
Michael F. Ashby, né le 20 novembre 1935, est professeur au département Engineering de l'université de Cambridge.
Il est cofondateur et président de Granta Design Ltd qui développe des systèmes d'information pour le choix des matériaux et des procédés.

## Travaux
En effectuant de nombreux travaux sur les mécanismes de déformation actifs sous diverses conditions de température, le professeur Ashby, a développé une approche graphique de détermination de ces mécanismes. Il généralise sa méthode d'investigation au domaine plus large de la sélection des matériaux, mettant ensuite au point le logiciel CES (Cambridge Engineering Selector) avec la collaboration d'Yves Bréchet (médaille d'argent du CNRS). Ce logiciel est actuellement commercialisé avec la société Granta Design.
Ashby a révolutionné l'approche de la sélection des matériaux en distinguant les univers fonction-matériaux-géométries-procédés et en leur attribuant des classes et sous-classes. Ce faisant, il a mis au point une approche complète par indices de performance liées aux fonctions mécaniques attendues pour lesquelles les données intrinsèques des matériaux ou géométrie (utilisant les facteurs de formes de Parkhouse) sont pris en compte. Ces indices permettent de mieux prendre en compte toutes les propriétés demandées à un matériau, par exemple la rigidité spécifique (rapport entre le module élastique et la masse volumique) à la place du seul module élastique. 
Son approche permet de choisir rationnellement les matériaux les plus adaptés pour chaque application. Une étude préliminaire prévoit d'identifier les propriétés à optimiser à partir de la fonction prévue ainsi que de la géométrie. Ensuite, il est possible sélectionner des seuils pour certaines propriétés afin d'identifier les matériaux les plus utiles parmi ceux présents dans une base de données qui compte quelque 80 000 matériaux. Le découpage en classes permet de pré-sélectionner des matériaux représentatifs et donc de travailler seulement avec certaines familles de matériaux. Enfin les matériaux sélectionnés sont représentés sur des diagrammes à 2 dimensions, appelés diagrammes de Ashby, afin de pouvoir visualiser ceux avec l'indice de performance le plus élevé. Ces diagrammes contiennent souvent aussi les matériaux nanostructurés et les composites. 
Ashby a donc réalisé un travail remarquablement novateur dans les domaines de la conception autant que dans celui de la pédagogie. Ses ouvrages sur les matériaux sont comparables à ceux de Carrega et Colombié[réf. nécessaire].